# Niatri Tenpo
Niatri Tenpo także Nyatri Tsanpo i Njatri Cempo (Mocarz na Tronie z Karków) (tyb.: གཉའ་ཁྲི་བཙན་པོ་, Wylie: gNya'-khri bTsan-po, ZWPY: nyatri tsenpo); panował między IV a II wiekiem p.n.e., tradycja tybetańska datuje początek panowania na 127 r. p.n.e. – pierwszy król Tybetu z dynastii z Jarlungu, prawdopodobnie pochodzącej z terenów ówczesnych Indii.
Jest to być może postać legendarna, jednak istnienie tego króla potwierdzają kroniki z VIII-IX wieku n.e. Pierwotnie nazywał się Pugyal i prawdopodobnie na skutek zagrożenia zewnętrznego zdołał uzyskać poparcie innych wodzów i stworzył konfederację przyjmując tytuł króla. Przypisywano mu cechy boskie o czym świadczy nadany mu przydomek lha canpo (boski mocarz). Według przedbuddyjskich tradycji Tybetu miał pochodzić z rodu półboskich Masangów i z powodu jego dzikiego wyglądu i mocy magicznych kapłani wygnali go do Tybetu. Tam, w Jarlungu zstąpił z nieba i uznany został za bóstwo górskie. Zapoczątkował panowanie 32 królów z dynastii Jarlung. On i siedmiu jego następców miało zstąpić z nieba po sznurze, a sześciu potem po nim wspiąć się z powrotem do nieba, nie pozostawiając na ziemi swoich doczesnych szczątków.  
Buddyjska wersja powyższego mitu podaje, że Niatri Tenpo pochodził od indyjskiego króla z rodu Śakja z dynastii Liczczhawi, znanego w Tybecie jako Maggjapa. Ze względu na niezwykłe znaki na ciele został przez ojca włożony do kosza i puszczony wraz z nurtem Gangesu. Porzuconym dzieckiem zaopiekowali ubodzy rolnicy. Kiedy chłopiec dorósł i dowiedział się o swym pochodzeniu uciekł z przybranego domu i przez Himalaje dotarł do doliny Jarlung. Mieszkańcy zachwyceni wyglądem młodzieńca spytali skąd pochodzi. Nie znając miejscowego języka na migi wskazał im góry, a mieszkańcy uznali, że zstąpił nieba. Wzięli go więc na ręce i zanieśli do wioski, by został ich królem. Na pamiątkę nadano mu imię Niatri Tenpo co znaczy dosłownie Władca Niesiony na Tronie z Rąk.  
Inna legenda wiąże jego dzieje, a wraz z nim dynastii, z indyjskim eposem Mahabharata, w którym mowa jest o pięciu braciach toczących wojnę domową z kuzynami. Przegrana strona umknęła na północ przez Himalaje i w końcu zamieszkała w dolinie Jarlung. Przewodził jej książę Rupati. Zestawiając powyższe legendy można przyjąć, że niewielka armia Hindusów uciekając przed konfliktem zbrojnym przybyła na tereny dzisiejszego Tybetu między 400 a 150 r. p.n.e. Zaawansowana militarnie grupa mogła bez większych trudów zająć dolinę, a stopniowo również rozszerzyć swoją władzę nad sąsiednie plemiona. 